# Vanuatu na Letnich Igrzyskach Paraolimpijskich 2012

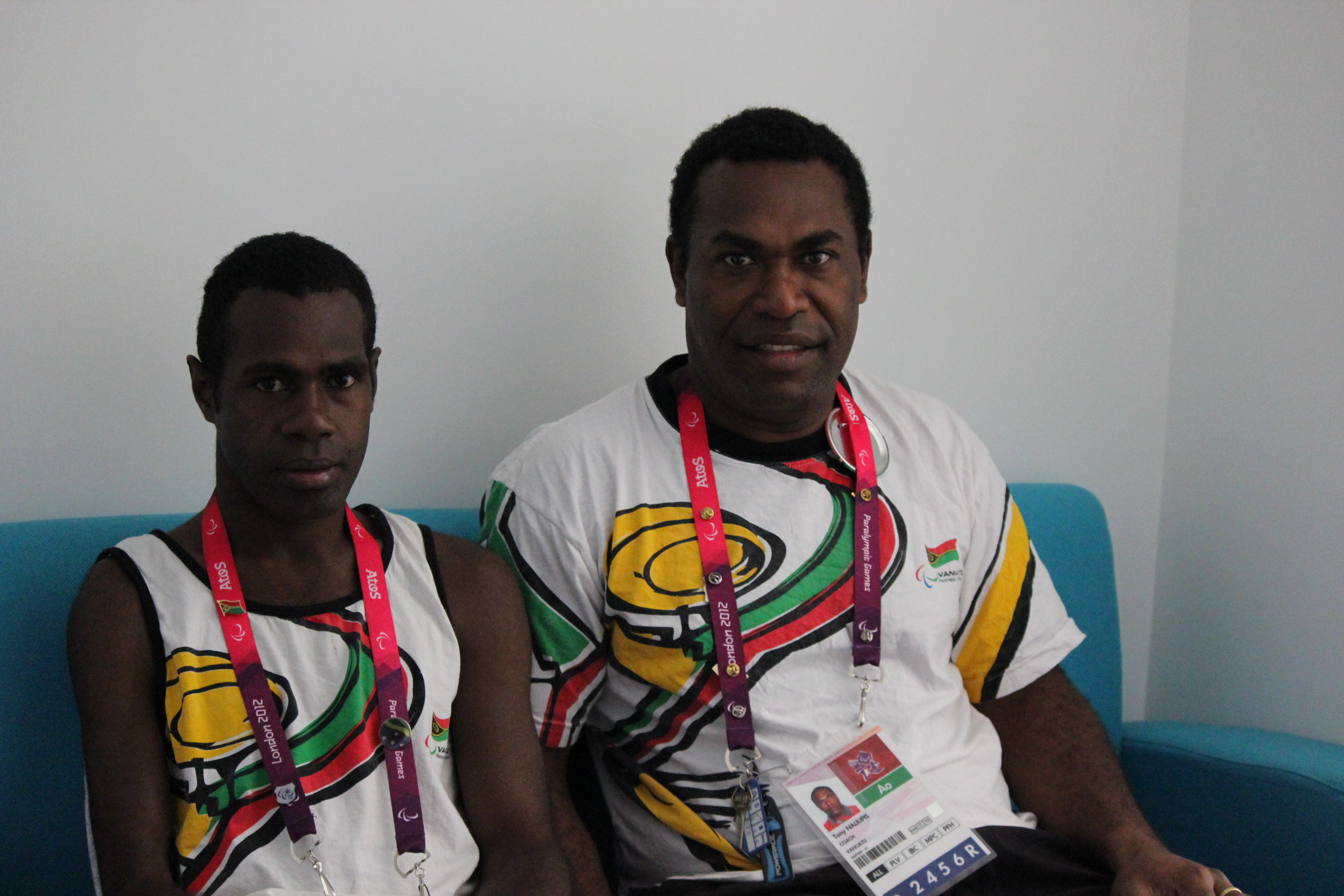
Marcel Houssimoli (z lewej) ze swoim trenerem na igrzyskach w Londynie

Vanuatu na Letnich Igrzyskach Paraolimpijskich 2012 reprezentował 1 zawodnik.
Dla reprezentacji Vanuatu był to trzeci start w igrzyskach paraolimpijskich (poprzednio w 2000 i 2008 roku). Dotychczas żaden zawodnik z tego kraju nie zdobył paraolimpijskiego medalu.

## Kadra

### Lekkoatletyka
Mężczyźni
| Zawodnik          | Konkurencja | Kwalifikacje | Kwalifikacje | Finał   | Finał |
| Zawodnik          | Konkurencja | Wynik        | Poz.         | Wynik   | Poz.  |
| ----------------- | ----------- | ------------ | ------------ | ------- | ----- |
| Marcel Houssimoli | 100m T37    | 14.55        | 9            | –       | –     |
| Marcel Houssimoli | 200m T37    | 30.12        | 6            | –       | –     |
| Marcel Houssimoli | 400m T38    | 1:09.03      | 5 q          | 1:07.61 | 7     |